# Hohe Tauern, Tirol
Hohe Tauern, Tirol este o arie protejată (arie specială de conservare — SAC, sit de importanță comunitară — SCI, arie de protecție specială avifaunistică — SPA) din Austria întinsă pe o suprafață de 61.000 ha, integral pe uscat.

## Localizare
Centrul sitului Hohe Tauern, Tirol este situat la coordonatele 47°02′02″N 12°28′35″E / 47.0339°N 12.4764°E.

## Înființare
Situl Hohe Tauern, Tirol a fost declarat sit de importanță comunitară în septembrie 1995 pentru a proteja 84 de specii de animale. Alte tipuri de protecție:
- arie de protecție specială avifaunistică (în octombrie 1996)
- arie specială de conservare (în iunie 2005)[1][2]

## Biodiversitate
Situată în ecoregiunea alpină, aria protejată conține 13 habitate naturale: Râuri de munte și vegetația erbacee de pe malurile acestora, Râuri de munte și vegetația lor lemnoasă cu Myricaria germanica, Tufărișuri cu Pinus mugo și Rhododendron hirsutum (Mugo-Rhododendretum hirsuti), Pajiști boreale și alpine pe substrat silicios, Formațiuni ierboase bogate în specii de Nardus, dezvoltate pe substraturi silicioase în zone montane (și în zone submontane, în Europa continentală), Fânețe montane, Mlaștini turboase de tranziție și turbării mișcătoare, Formațiuni pioniere alpine de Caricion bicoloris-atrofuscae, Grohotișuri silicioase de la nivelul montan până la nivelul zăpezii (Androsacetalia alpinae și Galeopsietalia ladani), Roci stâncoase cu vegetație pionieră de Sedo-Scleranthion sau Sedo albi-Veronicion dillenii, Ghețari permanenți, Mlaștini împădurite, Păduri alpine de Larix decidua și/sau Pinus cembra.
La baza desemnării sitului se află mai multe specii protejate:
- păsări (79): lăcar-de-mlaștină (Acrocephalus palustris), minunița (Aegolius funereus), ciocârlie-de-câmp (Alauda arvensis), potârnichea de stâncă (Alectoris graeca saxatilis), fâsă de pădure (Anthus spinoletta), fâsă de pădure (Anthus trivialis), lăstunul mare (Apus apus), acvilă de munte (Aquila chrysaetos), cocoșul de mesteacăn (Bonasa bonasia), buha (Bubo bubo), cânepar (Carduelis cannabina), înăriță (Carduelis flammea), scatiu (Carduelis spinus), mugurar roșu (Carpodacus erythrinus),  prundaș gulerat mic (Charadrius dubius), Charadrius morinellus, porumbel de scorbură (Columba oenas), porumbel gulerat (Columba palumbus), cuc (Cuculus canorus), lăstun de casă (Delichon urbica), ciocănitoare neagră (Dryocopus martius), presură de munte (Emberiza cia), șoim călător (Falco peregrinus), șoimul rândunelelor (Falco subbuteo), vânturel roșu (Falco tinnunculus), muscar negru (Ficedula hypoleuca), ciuvică (Glaucidium passerinum), zăgan (Gypaetus barbatus), vulturul pleșuv sur (Gyps fulvus), frunzăriță galbenă (Hippolais icterina), rândunică (Hirundo rustica), capîntortură (Jynx torquilla), Lagopus mutus helveticus, sfrâncioc roșiatic (Lanius collurio), ciocârlie de pădure (Lullula arborea), privighetoare (Luscinia megarhynchos), ferestrașul mare (Mergus merganser), prigoare (Merops apiaster), mierlă de piatră (Monticola saxatilis), codobatură de munte (Motacilla cinerea), codobatura galbenă (Motacilla flava), muscar sur (Muscicapa striata), alunar (Nucifraga caryocatactes), pietrar sur (Oenanthe oenanthe), grangur (Oriolus oriolus), pițigoi sur (Parus palustris), viespar (Pernis apivorus), codroș de munte (Phoenicurus ochruros), codroșul de pădure (Phoenicurus phoenicurus), pitulice de munte (Phylloscopus bonelli), pitulice de munte (Phylloscopus collybita), pitulice sfârâitoare (Phylloscopus sibilatrix), pitulice-fluierătoare (Phylloscopus trochilus), ciocănitoare de munte (Picoides tridactylus), ciocănitoare verzuie (Picus canus), ciocănitoarea verde (Picus viridis), brumăriță de pădure (Prunella modularis), Ptyonoprogne rupestris, aușel cu cap galben (Regulus regulus), mărăcinar (Saxicola rubetra), mărăcinar negru (Saxicola torquatus), sitar de pădure (Scolopax rusticola), cănăraș (Serinus serinus), turturică (Streptopelia turtur), huhurez mic (Strix aluco), graur (Sturnus vulgaris), silvie cu cap negru (Sylvia atricapilla), silvie de zăvoi (Sylvia borin), silvie de câmp (Sylvia communis), silvie-mică (Sylvia curruca), Tachymarptis melba, cocoșul de mesteacăn (Tetrao tetrix tetrix),  cocoș de munte (Tetrao urogallus), fluturașul de stâncă (Tichodroma muraria), sturz-cântător (Turdus philomelos), sturz (Turdus pilaris), mierlă gulerată (Turdus torquatus), sturzul de vâsc (Turdus viscivorus), pupăză (Upupa epops)
- amfibieni (2): izvoraș-cu-burta-galbenă (Bombina variegata), tritonul de munte (Triturus alpestris)
- mamifere (2): Microtus nivalis, liliac mustăcios (Myotis mystacinus)
- pești (1): zglăvoacă (Cottus gobio)

Pe lângă speciile protejate, pe teritoriul sitului au mai fost identificate 2 specii de plante, 1 specie de mamifere, 1 specie de reptile.